# Mac cornut
Denumirea:
- populară: macșor, paparone, păpărune, mac sălbatic.
- științifică: Glaucium corniculatum
Răspândirea geografică: în Asia și Europa
Descrierea plantei: Rădăcină pivotantă. Tulpină erecte, simplă sau ramificată, dispers-sătos-paroasă, albăstrui-verde, înaltă de 15–30 cm. Frunze profund penat sectate cu segmente lacerat ascuțit dințate, mai mult sau mai puțin păroase, cele superioare sesile, iar cele inferioare pețiolate. Flori solitare, portocalii, roșiatice sau roșii, la bază cu o pată neagră-liliachie, pedunchiulate, așezate la subsuoara frunzelor, caliciul din 2 sepale păroase, corola din 4 petale libere, androceu, din numeroase stamine gălbui, gineceu cu ovar superior, cilindric, alungit, des alb păros, stigmat mai mult sau mai puțin sesil, bilobat cu 2 coarne. Fruct silicviform, foarte lung, setos păros. Semințele numeroase, negre, hemisferice, reticulate.
Timpul de înflorire: iunie – august
Componentele plantei utilizate în terapeutică: din semințe se extrage prin presare ulei folosit la fabricarea săpunului. Planta întreagă are utilizări terapeutice în medicina umană tradițională. I se atribuie proprietăți sedative și diuretice. Folosită pentru tratarea bolilor nervoase.
Principii active: uz intern – empiric, pentru tratarea bolilor nervoase.
Modul de recoltare: întreaga plantă, partea aeriană și rădăcina, se recolează în timpul înfloririi.
Modul de preparare: se usucă la umbră, de preferat în poduri acoperite cu tablă, în strat subțire. Se păstrează în pungi de hârtie sau saci de hârtie.